# Haemodorum ensifolium
Haemodorum ensifolium là một loài thực vật có hoa trong họ Huyết bì thảo. Loài này được F.Muell. mô tả khoa học đầu tiên năm 1858.